# Limba (langue)
Ne doit pas être confondu avec Malimba (langue).
Le limba, ou hulimba, est une langue nigéro-congolaise parlée en Guinée et en Sierra Leone. Elle a aussi été classée comme une langue atlantico-congolaise.

## Écriture
| a | b | d | e | ɛ | f | gb | h | i | k | l | m | n | ŋ | o | ɔ | p | r | s | t | th | u | w | y |